# El Baqar
El Baqar, även Abdul Wahab är en ö i Libanon. Den ligger utanför El Mina i guvernementet Mohafazat Liban-Nord, i den norra delen av landet, 70 kilometer norr om huvudstaden Beirut.
Den 8 000 kvadratmeter stora ön, som har förbindelse till El Mina via en bro, användes tidigare av ett varv
 men öppnades för allmänheten år 2015. Vid tiden för  korstågen var ön känd som St Thomas.